# Esqui cross-country nos Jogos Olímpicos de Inverno de 2006 - Velocidade individual feminino
A competição de velocidade individual feminino do esqui cross-country nos Jogos Olímpicos de Inverno de 2006 aconteceu no dia 22 de fevereiro.

## Medalhistas
| Ouro   | CAN Chandra Crawford |
| Prata  | GER Claudia Künzel   |
| Bronze | RUS Alyona Sidko     |

## Resultados

### Fase classificatória
| #  | País                           | Tempo   | Dif.    | Pts    | Nº |
| -- | ------------------------------ | ------- | ------- | ------ | -- |
| 1  | CAN Beckie Scott               | 2:12.45 |         | 0.00   | 24 |
| 2  | ITA Arianna Follis             | 2:12.90 | +0.45s  | 4.08   | 16 |
| 3  | SWE Lina Andersson             | 2:13.29 | +0.84s  | 7.61   | 9  |
| 4  | GER Claudia Kuenzel            | 2:13.64 | +1.19s  | 10.78  | 5  |
| 5  | RUS Alena Sidko                | 2:14.54 | +2.09s  | 18.94  | 1  |
| 6  | SLO Petra Majdic               | 2:14.62 | +2.17s  | 19.66  | 8  |
| 7  | FIN Virpi Kuitunen             | 2:14.83 | +2.38s  | 21.56  | 11 |
| 8  | CAN Chandra Crawford           | 2:15.06 | +2.61s  | 23.65  | 10 |
| 9  | CAN Sara Renner                | 2:15.37 | +2.92s  | 26.46  | 20 |
| 10 | USA Kikkan Randall             | 2:15.63 | +3.18s  | 28.81  | 46 |
| 11 | FIN Aino Kaisa Saarinen        | 2:15.75 | +3.30s  | 29.90  | 17 |
| 12 | SWE Anna Dahlberg              | 2:15.91 | +3.46s  | 31.35  | 15 |
| 13 | NOR Ella Gjomle                | 2:16.02 | +3.57s  | 32.34  | 23 |
| 14 | GER Manuela Henkel             | 2:16.04 | +3.59s  | 32.53  | 3  |
| 15 | JPN Madoka Natsumi             | 2:16.30 | +3.85s  | 34.88  | 26 |
| 16 | BLR Viktoria Lopatina          | 2:16.36 | +3.91s  | 35.42  | 43 |
| 17 | NOR Marit Bjorgen              | 2:16.38 | +3.93s  | 35.61  | 18 |
| 18 | ITA Magda Genuin               | 2:16.41 | +3.96s  | 35.88  | 31 |
| 19 | SWE Britta Norgren             | 2:16.43 | +3.98s  | 36.06  | 7  |
| 20 | RUS Olga Moskalenko-Rotcheva   | 2:16.43 | +3.98s  | 36.06  | 19 |
| 21 | SWE Emelie Oehrstig            | 2:16.75 | +4.30s  | 38.96  | 25 |
| 22 | RUS Julija Tchepalova          | 2:16.90 | +4.45s  | 40.32  | 28 |
| 23 | NOR Hilde G. Pedersen          | 2:17.17 | +4.72s  | 42.76  | 6  |
| 24 | FIN Kati Venalainen            | 2:17.29 | +4.84s  | 43.85  | 22 |
| 25 | RUS Natalia Matveeva           | 2:17.73 | +5.28s  | 47.84  | 14 |
| 26 | SUI Laurence Rochat            | 2:17.73 | +5.28s  | 47.84  | 2  |
| 27 | SVK Alena Prochazkova          | 2:17.75 | +5.30s  | 48.02  | 42 |
| 28 | JPN Nobuko Fukuda              | 2:17.82 | +5.37s  | 48.65  | 27 |
| 29 | BLR Olga Vasiljonok            | 2:18.12 | +5.67s  | 51.37  | 48 |
| 30 | GER Stefanie Boehler           | 2:18.14 | +5.69s  | 51.55  | 21 |
| 31 | GER Nicole Fessel              | 2:18.35 | +5.90s  | 53.45  | 13 |
| 32 | SUI Seraina Mischol            | 2:18.83 | +6.38s  | 57.80  | 12 |
| 33 | ITA Barbara Moriggl            | 2:19.12 | +6.67s  | 60.43  | 36 |
| 34 | FRA Aurelie Perrillat          | 2:19.28 | +6.83s  | 61.88  | 30 |
| 35 | USA Wendy Kay Wagner           | 2:19.71 | +7.26s  | 65.78  | 35 |
| 36 | UKR Vita Jakimchuk             | 2:19.92 | +7.47s  | 67.68  | 65 |
| 37 | LTU Irina Terentjeva           | 2:20.08 | +7.63s  | 69.13  | 50 |
| 38 | KAZ Elena Kolomina             | 2:20.28 | +7.83s  | 70.94  | 44 |
| 38 | USA Lindsey Williams           | 2:20.28 | +7.83s  | 70.94  | 49 |
| 40 | SLO Vesna Fabjan               | 2:20.34 | +7.89s  | 71.48  | 33 |
| 41 | EST Tatjana Mannima            | 2:20.44 | +7.99s  | 72.39  | 40 |
| 42 | FIN Elina Hietamaeki           | 2:20.49 | +8.04s  | 72.84  | 37 |
| 43 | UKR Marina Malets Lisogor      | 2:20.79 | +8.34s  | 75.56  | 54 |
| 44 | POL Justyna Kowalczyk          | 2:21.19 | +8.74s  | 79.18  | 4  |
| 45 | KAZ Natalya Issachenko         | 2:21.22 | +8.77s  | 79.46  | 59 |
| 46 | KAZ Oxana Jatskaja             | 2:22.12 | +9.67s  | 87.61  | 41 |
| 47 | FRA Emilie Vina                | 2:22.42 | +9.97s  | 90.33  | 29 |
| 47 | EST Kaili Sirge                | 2:22.42 | +9.97s  | 90.33  | 39 |
| 49 | CAN Amanda Ammar               | 2:22.78 | +10.33s | 93.59  | 57 |
| 50 | CZE Eva Nyvltova               | 2:22.86 | +10.41s | 94.31  | 47 |
| 51 | BLR Ekaterina Rudakova Bulauka | 2:23.19 | +10.74s | 97.30  | 56 |
| 52 | AUS Esther Bottomley           | 2:23.55 | +11.10s | 100.57 | 32 |
| 53 | SVK Katarina Garajova          | 2:23.98 | +11.53s | 104.46 | 51 |
| 54 | EST Piret Pormeister           | 2:24.67 | +12.22s | 110.71 | 38 |
| 55 | FRA Elodie Bourgeois Pin       | 2:24.77 | +12.32s | 111.62 | 34 |
| 56 | CHN Dandan Man                 | 2:25.16 | +12.71s | 115.15 | 52 |
| 57 | CHN Bo Song                    | 2:27.07 | +14.62s | 132.46 | 55 |
| 58 | CRO Maja Kezele                | 2:27.16 | +14.71s | 133.27 | 45 |
| 59 | ROM Monika Gyorgy              | 2:27.53 | +15.08s | 136.63 | 53 |
| 60 | KAZ Daria Starostina           | 2:27.58 | +15.13s | 137.08 | 66 |
| 61 | CHN Yuping Jia                 | 2:30.03 | +17.58s | 159.28 | 61 |
| 62 | MDA Elena Gorohova             | 2:31.61 | +19.16s | 173.59 | 62 |
| 63 | TUR Kelime Aydin               | 2:33.33 | +20.88s | 189.17 | 60 |
| 64 | KOR Chae-Won Lee               | 2:35.47 | +23.02s | 208.56 | 58 |
| 65 | CHN Liming Liu                 | 2:35.76 | +23.31s | 211.19 | 64 |
| 66 | GRE Panagiota Tsakiri          | 2:43.28 | +30.83s | 279.32 | 63 |
| -  | SCG Branka Kuzeljevc           | DNF     |         |        | 66 |

### Quartas de finais

#### Quartas de final 1
| # | País                         | Tempo  | Dif.  | Nº |
| - | ---------------------------- | ------ | ----- | -- |
| 1 | CAN Becckie Scott            | 2:16.6 |       | 1  |
| 2 | USA Kikkan Randall           | 2:17.8 | +1.2s | 10 |
| 3 | RUS Olga Moskalenko-Rotcheva | 2:18.4 | +1.8s | 20 |
| 4 | GER Stefanie Boehler         | 2:18.5 | +1.9s | 30 |
| 5 | SWE Emelie Oehrstig          | 2:19.9 | +3.3s | 21 |
| 6 | FIN Aino Kaisa Saarinen      | 2:20.7 |       | 11 |

#### Quartas de final 2
| # | País                  | Tempo  | Dif.  | Nº |
| - | --------------------- | ------ | ----- | -- |
| 1 | GER Claudia Kuenzel   | 2:15.5 |       | 4  |
| 2 | FIN Virpi Kuitunen    | 2:16.2 | +0.7s | 7  |
| 3 | GER Manuela Henkel    | 2:16.4 | +0.9s | 14 |
| 4 | NOR Marit Bjorgen     | 2:16.8 | +1.3s | 17 |
| 5 | SVK Alena Prochazkova | 2:17.9 | +2.4s | 27 |
| 6 | FIN Kati Venalainen   | 2:18.1 | +2.6s | 24 |

#### Quartas de final 3
| # | País                  | Tempo  | Dif.   | Nº |
| - | --------------------- | ------ | ------ | -- |
| 1 | RUS Alena Sidko       | 2:17.7 |        | 5  |
| 2 | SLO Petra Majdic      | 2:17.7 | +0.0s  | 6  |
| 3 | SUI Laurence Rochat   | 2:17.9 | +1.2s  | 26 |
| 4 | JPN Madoka Natsumi    | 2:18.9 | +2.2s  | 15 |
| 5 | BLR Viktoria Lopatina | 2:24.8 | +7.1s  | 16 |
| 6 | RUS Natalia Matveeva  | 2:31.4 | +13.7s | 25 |

#### Quartas de final 4
| # | País                  | Tempo  | Dif.  | Nº |
| - | --------------------- | ------ | ----- | -- |
| 1 | SWE Anna Dahlberg     | 2:14.3 |       | 12 |
| 2 | ITA Arianna Follis    | 2:14.7 | +0.4s | 2  |
| 3 | SWE Britta Norgren    | 2:15.0 | +0.7s | 19 |
| 4 | CAN Sara Renner       | 2:15.6 | +1.3s | 9  |
| 5 | BLR Olga Vasiljonok   | 2:16.6 | +2.3s | 29 |
| 6 | RUS Julija Tchepalova | 2:16.6 | +2.3s | 22 |

#### Quartas de final 5
| # | País                  | Tempo  | Dif.  | Nº |
| - | --------------------- | ------ | ----- | -- |
| 1 | CAN Chandra Crawford  | 2:14.2 |       | 8  |
| 2 | NOR Ella Gjomle       | 2:15.7 | +1.5s | 13 |
| 3 | SWE Lina Andersson    | 2:16.0 | +1.8s | 3  |
| 4 | ITA Magda Genuin      | 2:17.9 | +3.7s | 18 |
| 5 | JPN Nobuko Fukuda     | 2:18.2 | +4.0s | 28 |
| 6 | NOR Hilde G. Pedersen | 2:19.1 | +4.9s | 23 |

### Semifinais

#### Semifinal 1
| # | País               | Tempo  | Dif.  | Nº |
| - | ------------------ | ------ | ----- | -- |
| 1 | GER Cludia Kuenzel | 2:15.5 |       | 4  |
| 2 | CAN Becckie Scott  | 2:15.8 | +0.3s | 1  |
| 3 | FIN Virpi Kuitunen | 2:16.3 | +0.8s | 7  |
| 4 | SLO Petra Majdic   | 2:18.7 | +3.2s | 6  |
| 5 | USA Kikkan Randall | 2:19.1 | +3.6s | 10 |

#### Semifinal 2
| # | País                | Tempo  | Dif.  | Nº |
| - | ------------------- | ------ | ----- | -- |
| 1 | CAN Chanra Crawford | 2:13.4 |       | 8  |
| 2 | RUS Alena Sidko     | 2:15.1 | +1.7s | 5  |
| 3 | ITA Arianna Follis  | 2:16.2 | +2.8s | 2  |
| 4 | NOR Ella Gjomle     | 2:16.4 | +3.0s | 13 |
| 5 | SWE Anna Dahlberg   | 2:18.9 | +5.5s | 12 |

### Final A
| # | País                 | Tempo  | Dif.  | Nº |
| - | -------------------- | ------ | ----- | -- |
|   | CAN Chandra Crawford | 2:12.3 |       | 8  |
|   | GER Claudia Kuenzel  | 2:13.0 | +0.7s | 4  |
|   | RUS Alena Sidko      | 2:13.2 | +0.9s | 5  |
| 4 | CAN Becckie Scott    | 2:14.7 | +2.4s | 1  |

### Final B
| # | País               | Tempo  | Dif.  | Nº |
| - | ------------------ | ------ | ----- | -- |
| 5 | FIN Virpi Kuitunen | 2:18.1 |       | 7  |
| 6 | NOR Ella Gjomle    | 2:18.2 | +0.1s | 13 |
| 7 | ITA Arianna Follis | 2:20.3 | +2.2s | 2  |
| 8 | SLO Petra Majdic   | 2:21.5 | +3.4s | 6  |

Legenda
| Recorde mundial      | Recorde mundial (World record)               |                       | Recorde africano                      | Recorde africano (African) |                                           | Q | Classificado por posição (Qualified) |
| Recorde olímpico     | Recorde olímpico (Olympic record)            | Recorde da América    | Recorde da América (Americas)         | q                          | Classificado por melhor tempo (Qualified) |   |                                      |
| Melhor marca do ano  | Melhor marca do ano (World leading)          | Recorde asiático      | Recorde asiático (Asian)              | DNS                        | Não largou (Did not start)                |   |                                      |
| Recorde nacional     | Recorde nacional (National record)           | Recorde europeu       | Recorde europeu (European)            | DNF                        | Não terminou (Did not finish)             |   |                                      |
| Recorde pessoal      | Recorde pessoal do atleta (Personal best)    | Recorde da Oceania    | Recorde da Oceania (Oceania)          | DSQ / DQ                   | Desclassificado (Disqualified)            |   |                                      |
| Recorde da temporada | Recorde da temporada do atleta (Season best) | Recorde sul-americano | Recorde sul-americano (South America) | NM                         | Sem marca (No mark)                       |   |                                      |